# 聖座
聖座（せいざ、ラテン語: Sancta Sedes, イタリア語: Santa Sede, 英語: Holy See）は、ローマ・カトリック教会の用語で、ローマ教皇が持つ使徒ペトロに由来するとされる使徒継承教会の首長として最高かつ普遍で正統な権威及び職権であり（Can. 313及び333 CIC 1983）、バチカン市国の三権を掌握し（バチカン市国基本法第一条）、国際法上は主権実体として扱われる。また、外交使節もバチカン市国基本法第二条（バチカン市国の憲法は主権国家であるバチカン市国の国交、外交に関する一切の事項に関する権限は教皇が唯一これを行使すると規定する）に基づき聖座（教皇）が教皇庁を通して主権実体として派遣する。カトリック教会においてこの権威は、首位権および不可謬性が成り立つとされている（Can. 333 § 3 CIC 1983）。語源的にはローマ教皇の着座式に由来している。国際連合においてバチカンを代表する国際連合総会オブザーバーとしての名義も聖座（Holy See）とされている。
「聖座」の日本語訳は専ら日本のカトリック教会によってローマ教皇庁若しくは教皇本人を指すものとして使われているほか、英語: Holy See、独語: Heiliger Stuhlを始め「聖座」は教皇と教皇の諸機関（教皇庁、ラテン語: Curia Romana）を含めて国際法上の主権実体の名称として定着しているが、　英語: Holy See（「聖なる主教座」の意）は単にカテドラ（司教座、主教座）を指す場合もあり、東方諸教会の総主教、カトリコスによっても使われる称号である。
ローマ・カトリック内にあっても、マインツ大司教座（現・マインツ司教座）は選帝侯と大書記長として神聖ローマ帝国内において教皇の直接的な代理人であった歴史的経緯から現在でもドイツ語: Heilige Stuhl、すなわち「聖座」との称号を有しているが、カトリック教会内で単に「聖座」と言った場合は、ローマ教皇を指す。
また、聖座は使徒座（ラテン語: Apostolica Sedes）とも呼称されることがあるが、教会法上は双方共に教皇と教皇の諸機関（教皇庁、ラテン語: Curia Romana）を表す（Can. 361 CIC 1983）ものであるが、実務上は教会憲章、回勅、教令等の専ら教義に関する事項の発信の折には使徒座の名称が使用される傾向にある。

緑色は聖座と公式な外交関係を持つ国

日本の外務省では、教皇聖座'という用語を用い、「宗教機関でありながら、国としての側面も持つローマ教皇及びローマ教皇庁を総称した概念」としている。また、バチカンは、聖座に領域を提供している領域としての国家であるバチカン市国と、聖座との総称であるとしている。